# A lekoptathatatlan
A lekoptathatatlan (eredeti cím: Management) 2008-ban bemutatott amerikai romantikus vígjáték Jennifer Aniston és Steve Zahn főszereplésével.

## Történet
|  | Alább a cselekmény részletei következnek! |

Mike Cranshaw (Steve Zahn) egy motelben dolgozik, amit a szülei üzemeltetnek. Egyik nap Sue Claussen (Jennifer Aniston) jelentkezik be hozzájuk, akibe Mike azonnal beleszeret. Mivel az éjjeli ügyeletet mindig egyedül végzi a motelben, gondol egyet és egy üveg borral a kezében bekopog Sue ajtaján. Bár Sue szeretné gyorsan lekoptatni őt, de Mike nem tágít könnyen. Másnap este Mike újra próbálkozik, ezúttal pezsgővel a kezében kopog Sue ajtaján. Mike zavarában megdicséri, milyen szép feneke van, Sue megkérdi, szeretné-e megfogni, amire Mike azt feleli: álmodozott róla. Sue belemegy, hogy megfogja a fenekét, ezután Mike elmegy. Másnap reggel Sue, még mielőtt távozna a motelből, visszamegy Mike-hoz, aki éppen a mosókonyhában van, gyorsan levetkőznek és szeretkeznek az asztalon. Mike képtelen kiverni a lányt a fejéből, elhatározza, hogy megkeresi, bár tudja, hogy messze dolgozik. Csak az odaútra van pénze, és sikerül is megtalálnia, a lány legnagyobb meglepetésére. 
A kezdeti meglepettség után a lány belemegy, hogy együtt tölti vele az időt, de több szeretkezésről nincs szó. Másnap a fiú hazamegy busszal, amire Sue ad pénzt. 
Kis idő elteltével Sue megint megszáll náluk egy éjszakára munkaügyben. Bár egész jól kijönnek egymással, a lány közli, nem tudna ott élni egy motelben. Amikor Mike anyja meghal, Mike úgy dönt, elutazik Sue-hoz, hogy ott éljen vele. Amikor odaér, kiderül, hogy Sue kibékült exbarátjával, Jango-val (Woody Harrelson). Mike egy kínai étteremben kezd el dolgozni, és megpróbálja visszahódítani Sue-t. Ez nem sikerül neki, Sue Jangót választja, és hozzámegy feleségül, mivel közben terhes lett. Mike úgy dönt, buddhista kolostorba vonul felejteni, majd négy hónap múlva hazamegy a motelba. Néhány hónap elteltével Mike átalakításokat szeretne végezni, amihez Sue véleményére is kíváncsi, ekkor tudja meg, hogy Sue és Jango azóta különvált. Azonnal elutazik a lányhoz, aki az anyjánál lakik, és aki addigra felismeri, hogy Mike az, akivel együtt akar élni.
|  | Itt a vége a cselekmény részletezésének! |

## Szereposztás
| Szerep              | Színész             | Magyar hang     |
| ------------------- | ------------------- | --------------- |
| Sue Claussen        | Jennifer Aniston    | Kökényessy Ági  |
| Mike Cranshaw       | Steve Zahn          | Fekete Zoltán   |
| Trish               | Margo Martindale    | Némedi Mari     |
| Jerry               | Fred Ward           | Szersén Gyula   |
| Al                  | James Hiroyuki Liao | Markovics Tamás |
| Jango               | Woody Harrelson     | Stohl András    |
| Truc Quoc           | Tzi Ma              | Imre István     |
| Vállalati recepciós | Katie O`Grady       | Koffler Gizi    |
| Zálogos             | Don Burns           | Bolla Róbert    |

## DVD kiadás
A film DVD-n 2009. november 11-én Magyarországon is megjelent. 
A lemez jellemzői:
- Formátum: színes, szélesvásznú, PAL
- Nyelv: Dolby Digital 5.1-es: angol, magyar. DTS: angol
- Felirat: magyar
- Régiókód: 2
- Képméretarány: 1:78:1
- Lemezek száma: 1
- Lemez: duplarétegű, [DVD9]
- Kiadás dátuma: 2009. november 11.
- Játékidő: 90 perc
- Extrák:
  - Interaktív menük
  - Közvetlen jelenetválasztás
  - Eredeti mozielőzetes
- Forgalmazó: Budapest Film

## Filmzenék
1. Jason Collett: Hangover Days
2. The New Pornographers: Adventures In Soletude
3. Guan Yunjie, Guo Lanying, Li Bo, Ya Jie & Yu Fu: North Winds Blow
4. Three Dog Night: Never Been To Spain
5. The New Pornographers: All The Old Showstoppers
6. Royal Crescent Mob: Na Na Na
7. Matt Sweeney: Feel Like Makin' Love
8. George Frideric Handel: Music For Royal Fireworks
9. Doug Sahm: Poison Love
10. Caitlin Cary & Thad Cocklerr: Don't Make It Better
11. F*cked Up: Fate Of Fates
12. Brendan Benson: What I'm Looking For
13. Steve Zahn: Feel Like Makin' Love
14. Mark Mulcahy: Cookie Jar

## Magyar szinkronstáb
- Cím, stáblista, szövegek: Korbuly Péter
- Magyar szöveg: Lai Gábor
- Hangmérnök: Másik Zoltán
- Rendezőasszisztens: Kemendi Balázs
- Vágó: Wünsch Attila
- Gyártásvezető: Bogdán Anikó
- Szinkronrendező: Földi Tamás
- Szinkronstúdió: Active Kommunikációs Kft.
- Megrendelő: Budapest Film